# Quinto Antonelli
Quinto Antonelli (Rovereto, 25 aprile 1952) è uno storico e scrittore italiano.

## Biografia
Nei primi anni Settanta frequenta l’Università degli Studi di Urbino "Carlo Bo", dove si laurea nel 1976 in sociolinguistica con Paolo Fabbri con una tesi sulla stampa cattolica trentina tra Otto e Novecento, che verrà in seguito pubblicata con prefazione di Mario Isnenghi.
Nel 1978 è tra i fondatori di Materiali di lavoro, rivista periodica “per la storia della cultura operaia e popolare nel Trentino” e ne segue la redazione fino alla chiusura, avvenuta nel 1992. Nel 1987 fonda, con altri, presso l’allora Museo del Risorgimento e della Lotta per la Libertà (ora Fondazione Museo Storico del Trentino), l’Archivio della scrittura popolare (ASP), di cui diventa responsabile, occupandosi della scrittura autobiografica della gente comune (in particolare delle scritture di guerra), della formazione del senso comune, dei processi di alfabetizzazione, della storia della scuola e del costume educativo. 
Sul piano organizzativo Antonelli incrementa i rapporti con la Federazione nazionale degli Archivi della scrittura popolare, grazie a un lavoro di messa in rete di centri italiani affini, come l’Archivio ligure della scrittura popolare di Genova diretto da Antonio Gibelli e il Centro diaristico nazionale di Pieve Santo Stefano fondato da Saverio Tutino. 
Nel frattempo l’ASP si qualifica come luogo fisico di conservazione di diari, autobiografie, epistolari e diventa sede di una costante riflessione teorica al confine tra storia, antropologia, letteratura, linguistica e paleografia. In tale ambito Antonelli segue l'organizzazione dei dodici seminari a carattere nazionale e internazionale (1987-2011). Tra i temi presi in considerazione spicca quello delle scritture dei bambini, scolastiche e non, messo a punto nel seminario del 1993, i cui risultati confluiscono in un volume curato con Egle Becchi pubblicato nel 1995 da Laterza. Con il seminario del 1998 Antonelli sollecita un confronto tra i responsabili degli archivi autobiografici di diverse realtà europee (Italia, Francia, Regno Unito, Germania, Finlandia e Norvegia), mettendo in luce le diversità di approccio, i diversi contesti di produzione e di conservazione. Gli atti escono nel 2000 con la cura di Antonelli e dell’antropologa Anna Iuso. 
Ancora con Anna Iuso pubblica Scrivere agli idoli, gli atti del seminario del 2005 che mette a fuoco le “lettere ai potenti” a partire dalle 140.000 lettere dei fans a Gigliola Cinquetti, che la cantante aveva versato all’Archivio della scrittura popolare di Trento.
Uno degli oggetti di studio privilegiati da Antonelli restano le scritture popolari della Prima guerra mondiale. A quelle dei trentini arruolati nell’Esercito austro-ungarico dedica decine di pubblicazioni che trovano una sintesi nel volume "I dimenticati della Grande Guerra. La memoria dei combattenti trentini (1914-1920)", pubblicato nel 2008. Con il volume "Storia intima della Grande Guerra" del 2014 ha, invece, raccolto e analizzato le scritture autobiografiche dei soldati del Regio Esercito italiano. Il volume è stato insignito nel 2015 del premio internazionale The Bridge, al quale ha fatto seguito la sua pubblicazione in lingua inglese.  
Alla cultura “materiale” della prima guerra è, invece, dedicato il volume Cento anni di Grande Guerra. Cerimonie, monumenti, memorie e contromemorie, uscito nel 2018. 
Nel 2017 fa parte del gruppo organizzatore del convegno internazionale "J'accuse! 1914-1918: opposizione, rifiuto, protesta", momento all'interno delle celebrazioni per il Centenario della Grande Guerra dedicato alla valorizzazione di quelle forze politiche, associazioni, militanti e intellettuali che durante la guerra si opposero al conflitto, che tentarono di evitarlo e che poi cercarono, nei limiti delle loro possibilità, di testimoniare anche individualmente una via d'uscita (gli atti del convegno vengono pubblicati nel 2022).  
Negli ultimi anni Antonelli torna ad occuparsi del mondo della scuola e pubblica i due volumi "Storia della scuola trentina. Dall'umanesimo al fascismo" e  "Scuola e società in Trentino. Una storia (1945-2006)". 

## Opere principali
- Q. Antonelli, Fede e lavoro: ideologia e linguaggio di un universo simbolico. Stampa cattolica trentina tra ‘800 e ‘900, Rovereto, 1981.
- Quinto Antonelli, Caro maritto, adeso vi facio ridere: la satira politica di Romano Joris, Mori, 1983.
- Quinto Antonelli, Storie da quattro soldi: canzonieri popolari trentini, Trento, 1988.
- Quinto Antonelli, Blocco Notes Di Un Maestro Di Campagna, Trento, 1989.
- Quinto Antonelli e Egle Becchi (a cura di), Scritture bambine: testi infantili tra passato e presente, Roma-Bari, 1995.
- Quinto Antonelli, Scritture di confine. Guida all'Archivio della scrittura popolare, Trento, 1999.
- Quinto Antonelli e Anna Iuso (a cura di), Vite di carta, Napoli, 2000.
- Quinto Antonelli, In questa parte estrema d'Italia... Il Ginnasio Liceo di Rovereto (1672-1945), Rovereto, 2003.
- Quinto Antonelli, Escrituras extremas: los diarios de los prisioneros de guerra, in Antonio Castillo Gómez e Verónica Sierra Blas (a cura di), Letras bajo sospecha: escritura y lectura en centros de internamiento, Gijón, 2005,  pp. pp. 147-163.
- Quinto Antonelli, W.A.B.L. Epigrafia popolare alpina, Tonadico, 2006.
- Quinto Antonelli, I dimenticati della Grande Guerra: la memoria dei combattenti trentini (1914-1920), Trento, 2008.
- Quinto Antonelli, Le ore di Trento, in Gli italiani in guerra: conflitti, identità, memorie dal Risorgimento ai nostri giorni, vol. 3.2, Torino, 2008,  pp. pp. 688-701.
- Quinto Antonelli, Vincere! Vinceremo! Cartoline sul fronte russo, 1941-1942, Trento, 2011.
- Quinto Antonelli, Lorenzo Gardumi e Giorgio Scotoni (a cura di), Ritorno sul Don: la guerra degli italiani in Unione Sovietica, Trento, 2012.
- Quinto Antonelli, Storia della scuola trentina: dall’umanesimo al fascismo, Trento, 2013.
- Quinto Antonelli, Storia intima della Grande Guerra: lettere, diari e memorie dei soldati dal fronte, Roma, 2014.
- Quinto Antonelli (a cura di), "La propaganda è l’unica nostra cultura": scritture autobiografiche dal fronte sovietico (1941-1943), Trento, 2015.
- Quinto Antonelli, Intimate History of the Great War. Letters, Diaries, and Memoirs from Soldiers on the Front, traduzione di Siân Gibby, New York, 2016.
- Quinto Antonelli, 4 novembre: Fine della prima guerra mondiale. Resa dell’esercito austro-ungarico e armistizio di Villa Giusti (1918), in Alessandro Portelli (a cura di), Calendario civile. Per una memoria laica, popolare e democratica degli italiani, Roma, 2017,  pp. pp. 281-293.
- Quinto Antonelli e Mirko Saltori (a cura di), J’accuse! Opposizioni alla guerra, 1914-1918, Trento, 2021.
- Quinto Antonelli, I canzonieri popolari: un corpus al crocevia tra folklore, consumo e pedagogia popolare, in Guido Raschieri (a cura di), Il terzo suono. Dialoghi al crocevia delle tradizioni orali, vol. I, Trento, 2021,  pp. pp. 3-29.
- Quinto Antonelli, L’Altopiano di Brentonico nel Novecento. 1: La Grande Guerra, Trento, 2022.
- Quinto Antonelli, Scuola e società in Trentino. Una storia (1945-2006), Trento, 2023.